# 市立函館高等学校
市立函館高等学校（しりつはこだてこうとうがっこう）は、北海道函館市にある公立（市立）の高等学校である。全日制普通科単位制。2007年に北海道函館東高等学校と北海道函館北高等学校を統合して開校した。

## 沿革
- 2007年4月 - 北海道函館東高等学校と北海道函館北高等学校を統合して開校（旧北高校舎を仮校舎として使用）。
- 2007年9月 - 改築校舎（旧東高校舎）に移転。
- 2018年4月 - 募集定員320名から、募集定員240名へ定員減。これにより一つの学年が8クラス→6クラスとなる[1]。
- 2023年4月 - 募集定員240名から、募集定員200名へ定員減。これにより一つの学年が6クラス→5クラスとなる[2]。

## 学校行事

### 柳星祭
- 学校祭。名前は校舎が存在する函館市の柳町、また校舎に近い星の形をした五稜郭公園から掛け合わせて統合直後に生徒によって名付けられた。
- 出し物は旧函館東高校の行灯と小ぼんぼり、旧函館北高校の仮装が実施され、日程は旧函館東高校の学校祭（青雲祭）に沿って行われた。
- 街をねり歩く行燈パレードでは交通安全を掲げ、五稜郭タワーの横や本町交差点などの市街地を練り歩く。
- 本祭も旧青雲祭とほぼ同じ。

### 予餞会
- 3年生を送別する行事。例年函館市民会館で開催される（2018年度以降は、同所の耐震工事のため本校体育館で開催）。
- 1 - 2年生による出し物のほか、教員による演劇「柳星座」（旧函館東高校時代は「青春座」）が行われる。

### その他
- 球技大会
- 遠足
- 野外劇鑑賞
- はこだて未来大学見学
- 宿泊研修（初日は北海道大学のキャンパス見学、2日目はルスツリゾートでの研修）
- 見学旅行

## 部活動

### 概要
- 体育系
  - 野球部
  - 柔道部
  - 剣道部
  - 弓道部
  - 水泳部
  - 卓球部
  - 山岳部
  - 空手道部
  - 陸上競技部
  - サッカー部
  - ラグビー部
  - 硬式テニス部
  - ソフトテニス部
  - バレーボール部
  - ハンドボール部
  - バドミントン部
  - バスケットボール部
  - チアリーディング部
- 文化系
  - 美術部
  - 書道部
  - 文芸部
  - 演劇部
  - 写真部
  - 茶道部
  - 華道部
  - 料理部
  - 軽音楽部
  - 漫画研究部
  - ボランティア部
  - ICC部
  - 吹奏楽局
  - 新聞局
  - 放送局
  - 図書局
  - マルチメディア愛好会

## 出身者
- 大関凪（iDOL Street→GEMアイドル→ファイターズガール→ヘアメイクアーティスト→着付技能士→ドライフラワー作家→札幌サロン歌手）[要出典]